# Sitzplatzkilometer
Die Zahl der (angebotenen) Sitzplatzkilometer ist eine Kennzahl im kommerziellen Personentransport. Sie spiegelt die Leistungsmöglichkeit eines Transportunternehmens wider. Abgekürzt wird dieser Wert mit ASK, engl. Available Seat Kilometers, verfügbare Sitzkilometer.
Zur Ermittlung des ASK wird die Anzahl der verfügbaren Plätze mit den auf einer Fahrt oder einem Flug zurückgelegten Kilometern multipliziert, wobei diese Distanz zwischen zwei Orten theoretisch festgelegt wird, Umwege also ignoriert werden. Im globalen Verkehr wird zur Ermittlung dieser Distanz die Orthodrome verwendet, also die kürzeste Verbindung zweier Punkte auf der Erdoberfläche.
Positiv beeinflusst werden kann dieser Wert nicht nur mit der Vergrößerung der Flotte, sondern auch mit engerer Bestuhlung, einer Erhöhung der Beförderungsgeschwindigkeit oder Verkürzung der Standzeiten. Jede dieser Optimierungsformen kann aber auch Nachteile haben, seien es höhere Transportkosten, geringere Passagierzufriedenheit oder die Reduktion der Möglichkeiten, Verspätungen auszugleichen.
Der ASK wird in der Praxis dazu benutzt, die Entwicklung einer Transportgesellschaft zu beobachten. Die jährliche Veränderung zeigt an, in welche Richtung die Leistungsfähigkeit eines Unternehmens zeigt. Auch zum Vergleich verschiedener Gesellschaften wird dieser Wert herangezogen.